# Neoemadiellus perinetensis
Neoemadiellus perinetensis är en skalbaggsart som beskrevs av Bordat 1990. Neoemadiellus perinetensis ingår i släktet Neoemadiellus och familjen Aphodiidae. Inga underarter finns listade i Catalogue of Life.